# Psychotherapie Psychosomatik Medizinische Psychologie
Die Psychotherapie Psychosomatik Medizinische Psychologie (PPMP) ist eine deutschsprachige Fachzeitschrift für Psychosomatik und Medizinische Psychologie. Sie ging 1983 aus der Zeitschrift für Psychosomatik und Psychotherapie hervor. Es erscheinen 12 Ausgaben in 10 Heften pro Jahr. Sie ist das Organ des Deutschen Kollegiums für Psychosomatische Medizin (DKPM) und seit 2013 auch der Deutschen Gesellschaft für Medizinische Psychologie (DGMP).

## Inhaltliche Ausrichtung
Die Psychotherapie Psychosomatik Medizinische Psychologie (PPMP) veröffentlicht Artikel (Originalarbeiten, Kurzberichte, Fallvorstellungen, Reviews) aus allen Bereichen der Psychosomatik. Dazu gehören u. a. Psychotherapie, Psychoanalyse, Familienpsychosomatik, Psychosomatik in der Kardiologie, Psychosomatische Dermatologie, Psychodiagnostik und Psychometrie, Psychoneuroimmunologie, Psychoonkologie, Psychophysiologie, Tiefenpsychologie, Transplantationspsychosomatik, Persönlichkeitsstörungen, Körperbild, Verhaltenstherapie, Lehre und Ausbildungsforschung, Konsiliar-Liaison-Psychosomatik, Epidemiologie, Kunsttherapie, Klinische Bindungsforschung, Essstörungen, Angststörungen, Psychosomatische Belastungsstörungen oder Depression.
Die Abkürzung der Zeitschrift in der Datenbank PubMed (US National Library of Medicine, National Institutes of Health) lautet "Psychother Psychosom Med Psychol" (NLM ID: 8002823). Der Impact Factor (Social Sciences Citation Index) der PPMP 2019 betrug 1,051. Als Leserkreis sind Psychotherapeuten, Psychologen und Psychiater angesprochen.

## Herausgeber

### Herausgeber und Redaktion
Beate Ditzen (Heidelberg), Anne Karow (Hamburg), Wolfgang Lutz (Trier), Anja Mehnert-Theuerkauf (Leipzig), Bernhard Strauß (Jena, geschäftsführend), Stephan Zipfel (Tübingen).

### Ehemalige Herausgeber
Dieter Beckmann (Gießen), Elmar Brähler (Leipzig), Walter Bräutigam (Berlin), Franz Caspar (Bern), Martina de Zwaan (Hannover), Erdmuthe Fikentscher (Halle), Edgar Heim (Bern), Wolfgang Herzog (Heidelberg), Fritz Hohagen (Lübeck), Horst Kächele (Ulm), Margit von Kerekjarto (Hamburg), Uwe Koch (Hamburg), Ernst Kretschmer (Tübingen), Wolfgang Senf (Essen), Hubert Speidel (Kiel), Michael von Rad (München), Walter Theodor Winkler (Gütersloh).